# Giacomo Serpotta
Giacomo Serpotta (Palermo, 10 marzo 1656 – Palermo, 27 febbraio 1732) è stato uno scultore e stuccatore italiano.

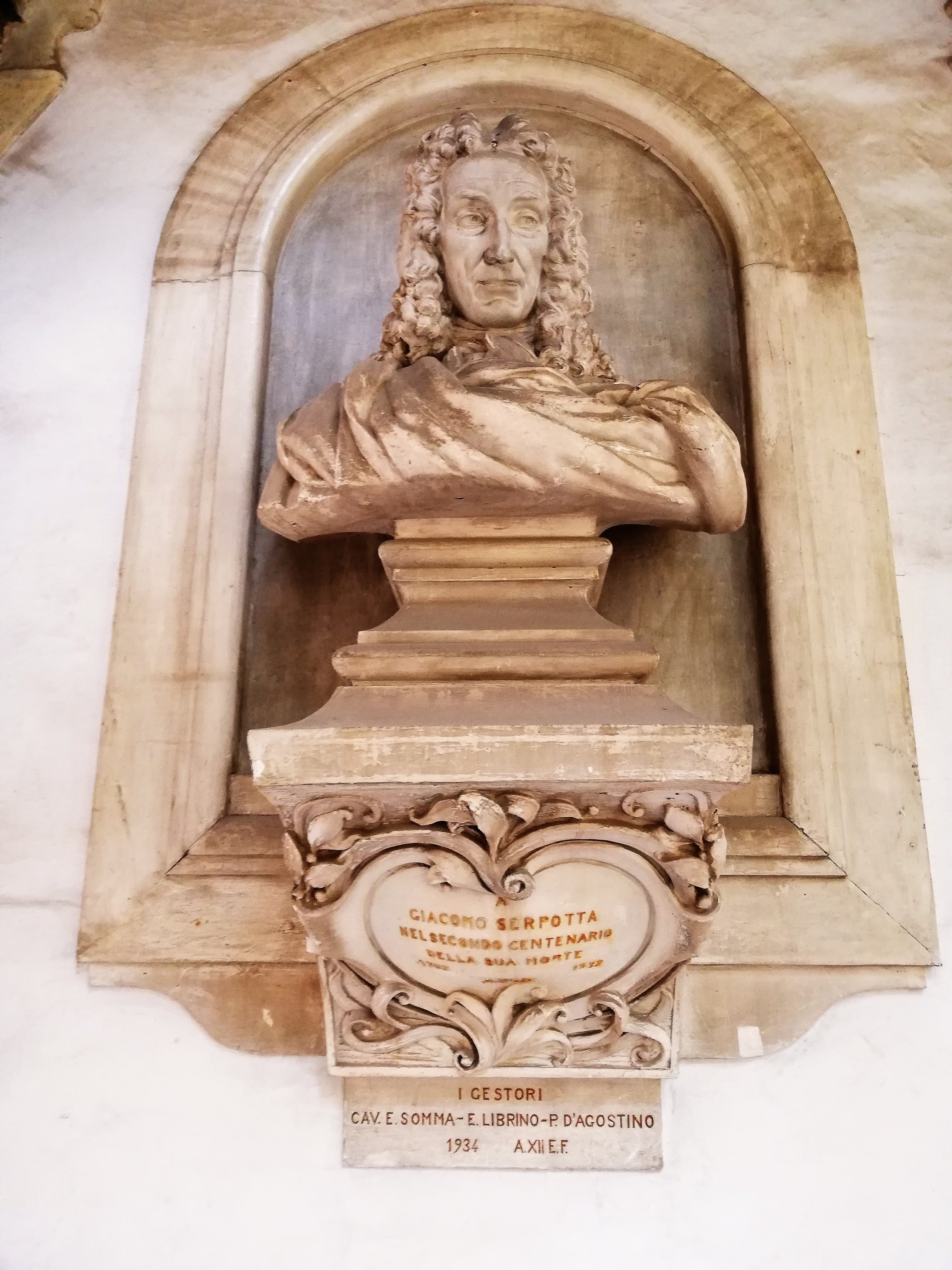
Giacomo Serpotta, busto loggiato dell'Oratorio di Santa Cita

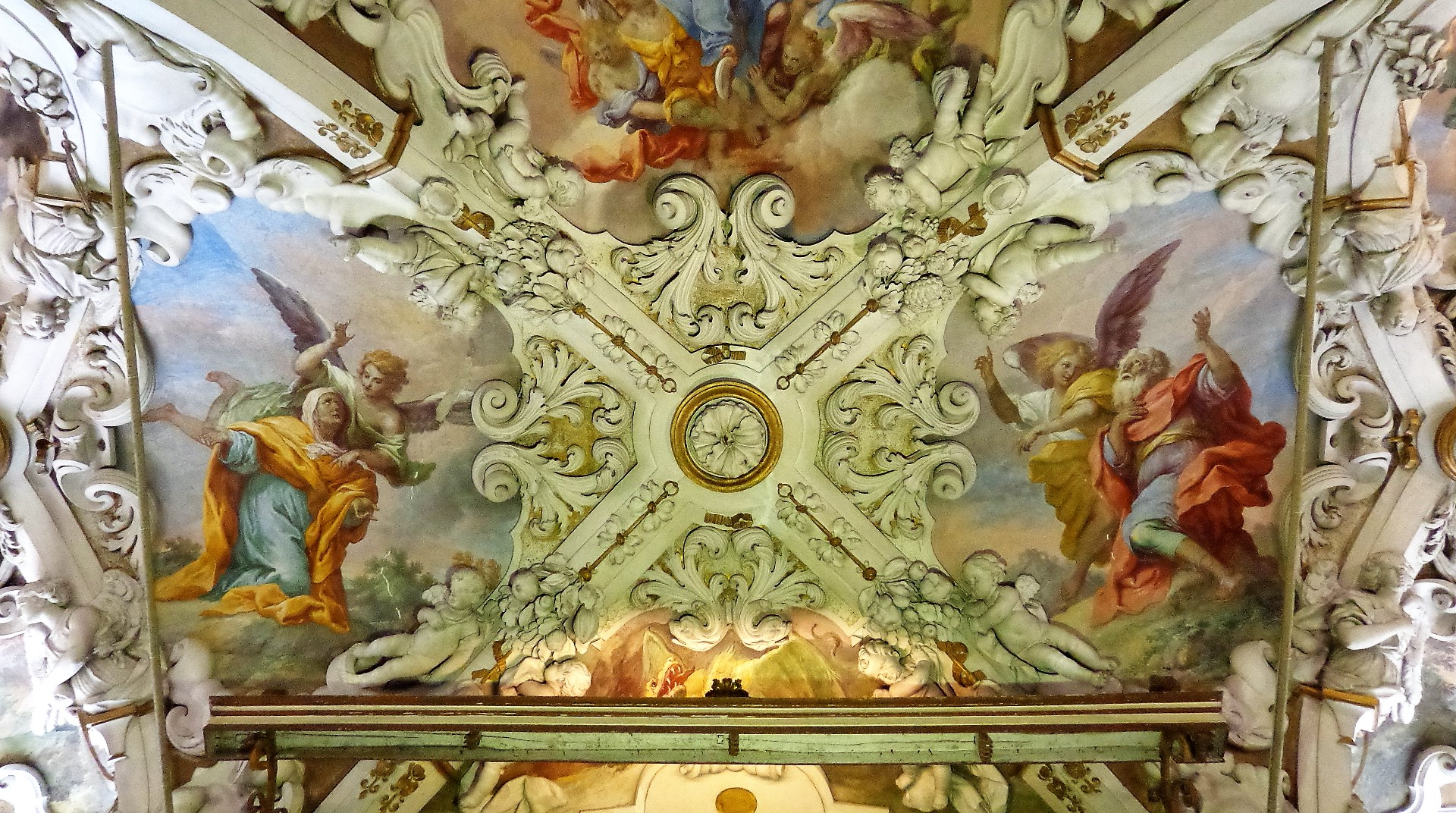
Sottocoro, apparato decorativo in stucco della chiesa della Madonna di Monte Oliveto

Si distinse nell'arte dello stucco. Si deve a lui l'invenzione della tecnica detta allustratura.
La sua fu una famiglia di scultori: praticarono il mestiere il padre Gaspare, il fratello Giuseppe (con il quale collaborò lungamente) e il figlio Procopio.

## Biografia

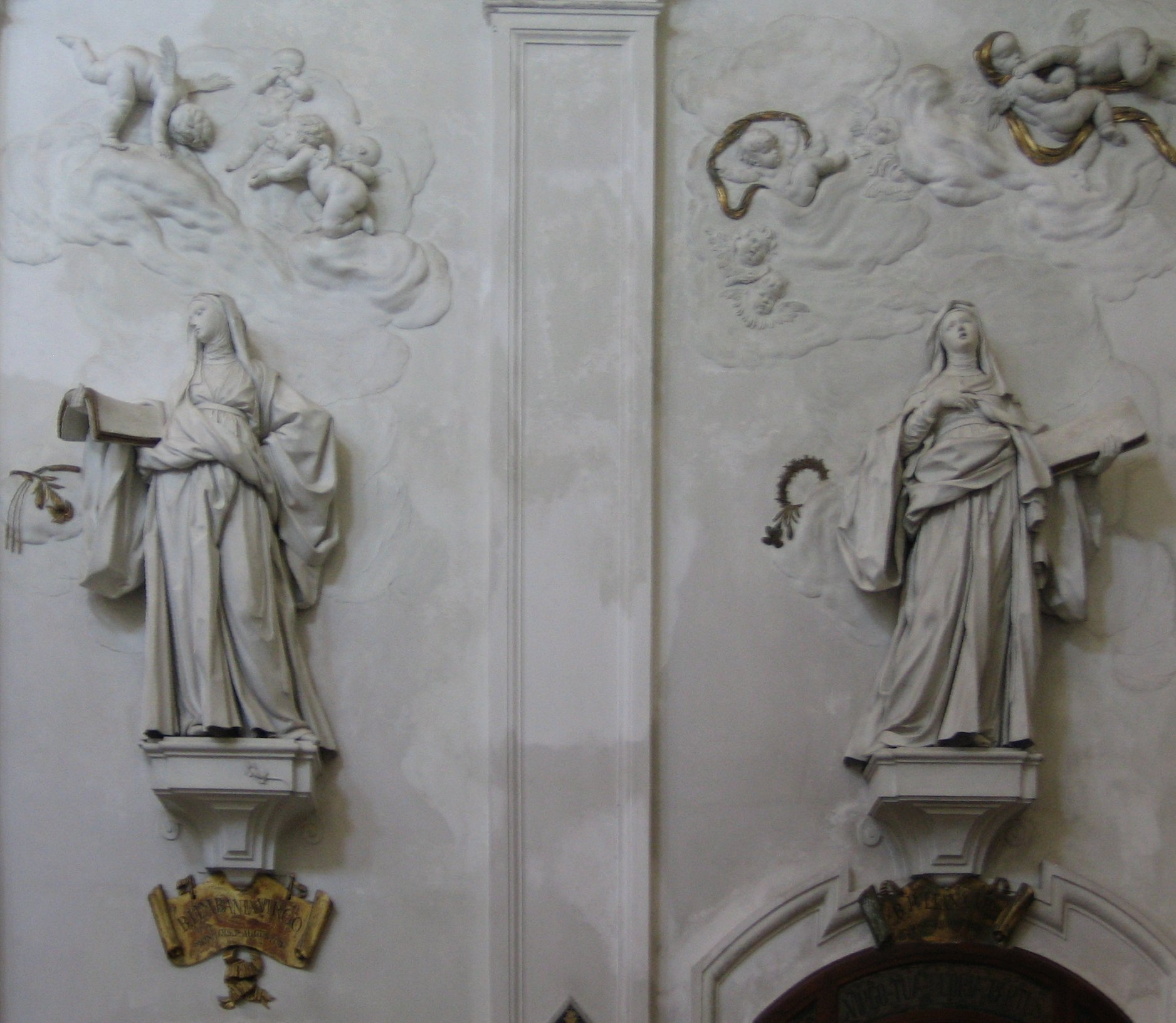
Due stucchi di Giacomo Serpotta nella Chiesa di S. Agostino (alias S. Rita) Palermo, fine del XVII secolo

Il principale biografo di Giacomo Serpotta, il sacerdote Filippo Meli, afferma che lo scultore non uscì mai dalla Sicilia, ma la sua produzione artistica rivela influenze berniniane, in particolare nella statua equestre dedicata a Carlo II e nell'Estasi di Santa Monica, in cui sono ravvisabili evidenti analogie con due lavori di Bernini quali il cavallo di Costantino, in Vaticano, e la Santa Teresa. Si formò quindi probabilmente a Roma, anche se non vi sono prove storiche per dimostrarlo.
Certamente nel 1679 era in Sicilia, quando gli fu commissionata per la città di Messina una statua equestre di Carlo II di Spagna. L'opera venne distrutta nel corso dei moti del 1848, e tutto ciò che ne resta è un bozzetto che si trova in un museo di Trapani. Inizia con l'Oratorio di San Manuel Iacono (1678) la sua lunga attività di decoratore in stucco d'interni di edifici sacri nella città di Palermo, che viveva un periodo fiorente delle arti. Tra le sue opere più alte ricordiamo le decorazioni degli oratori del Rosario di Santa Cita, del Rosario a San Domenico, di San Lorenzo, la chiesa di San Marco a Vicari, in provincia di Palermo, dove decora tutto l'interno e la chiesa di San Francesco d'Assisi.
Il Serpotta lavorò molto anche ad Alcamo, dove si possono ammirare molte sue opere sparse tra il monastero di San Francesco di Paola (detto "Badia Nuova") e la chiesa dei Santi Cosma e Damiano (detta di "Santa Chiara" poiché annessa al monastero delle clarisse).
I rilievi di Serpotta, che si dilatano sulle pareti degli edifici come ramificazioni sinuose e sensuali, riflettono solo in parte i motivi della scultura barocca, ma l'interpretano in chiave assolutamente personale e inedita con un gusto che prelude già chiaramente allo stile rococò. I suoi Teatrini, vere e proprie nicchie di grande profondità ed elevata complessità, rappresentano un elemento innovativo e geniale che ha cambiato il volto delle decorazioni a stucco nel periodo barocco innovandone il linguaggio formale. Mirabili ed esemplari sono sia quelli dell'Oratorio del Santissimo Rosario in Santa Cita, in cui vengono ripercorsi i misteri gaudiosi e dolorosi, che quelli, altrettanto straordinari anche se mutilati da furti e atti di vandalismo, dell'Oratorio di San Lorenzo, incentrati questa volta sulla vita dei santi Francesco e Lorenzo.
In età neoclassica nell'ambito dei viaggi formativi del Grand Tour l'architetto francese Léon Dufourny esaltò l'opera del Serpotta. In età contemporanea sono stati condotti studi approfonditi ed elenchi completi della produzione, osservazioni condotte dal professore e critico d'arte Giulio Carlo Argan e dallo storico d'arte americano Donald Garstang.
Nel 1932, in occasione del secondo centenario della morte di Serpotta lo scultore Antonio Ugo gli ha dedicato un busto in bronzo, collocato nel chiostro di san Domenico.

## Opere

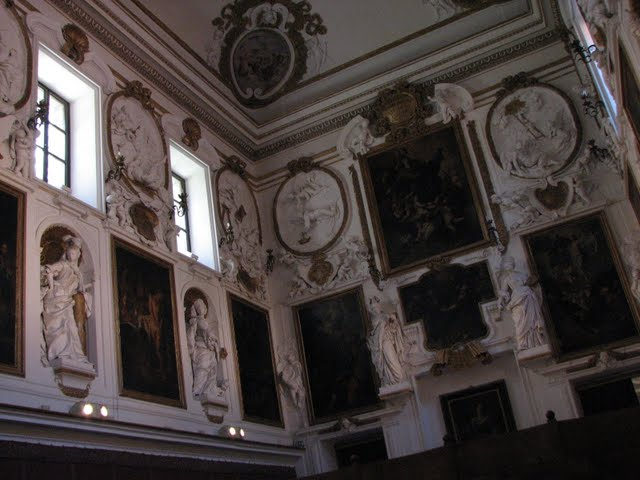
Interno dell'Oratorio del Rosario in San Domenico a Palermo, impreziosito dagli stucchi di Giacomo Serpotta (1714-1717).

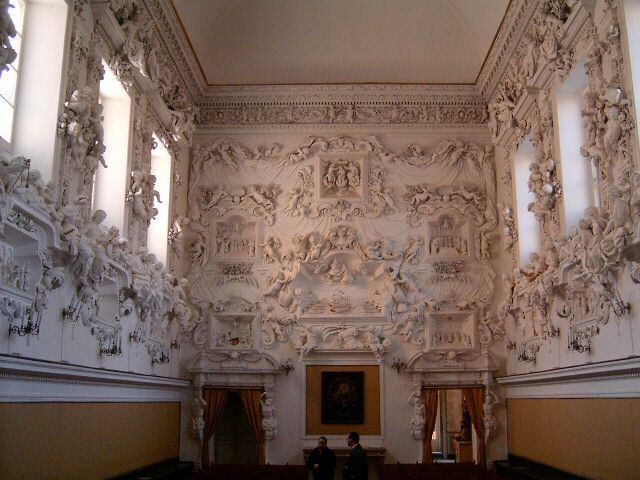
Oratorio di Santa Cita, Palermo

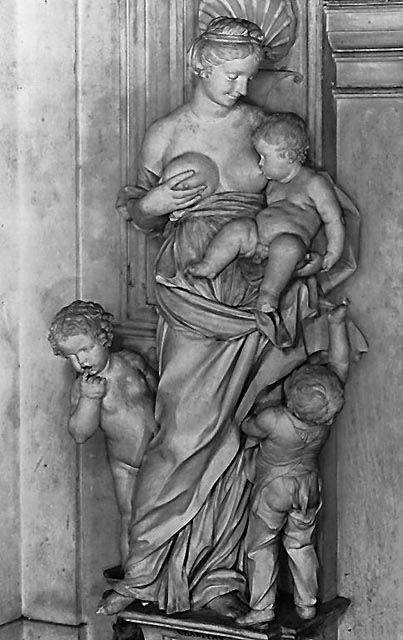
Oratorio di San Lorenzo di Palermo

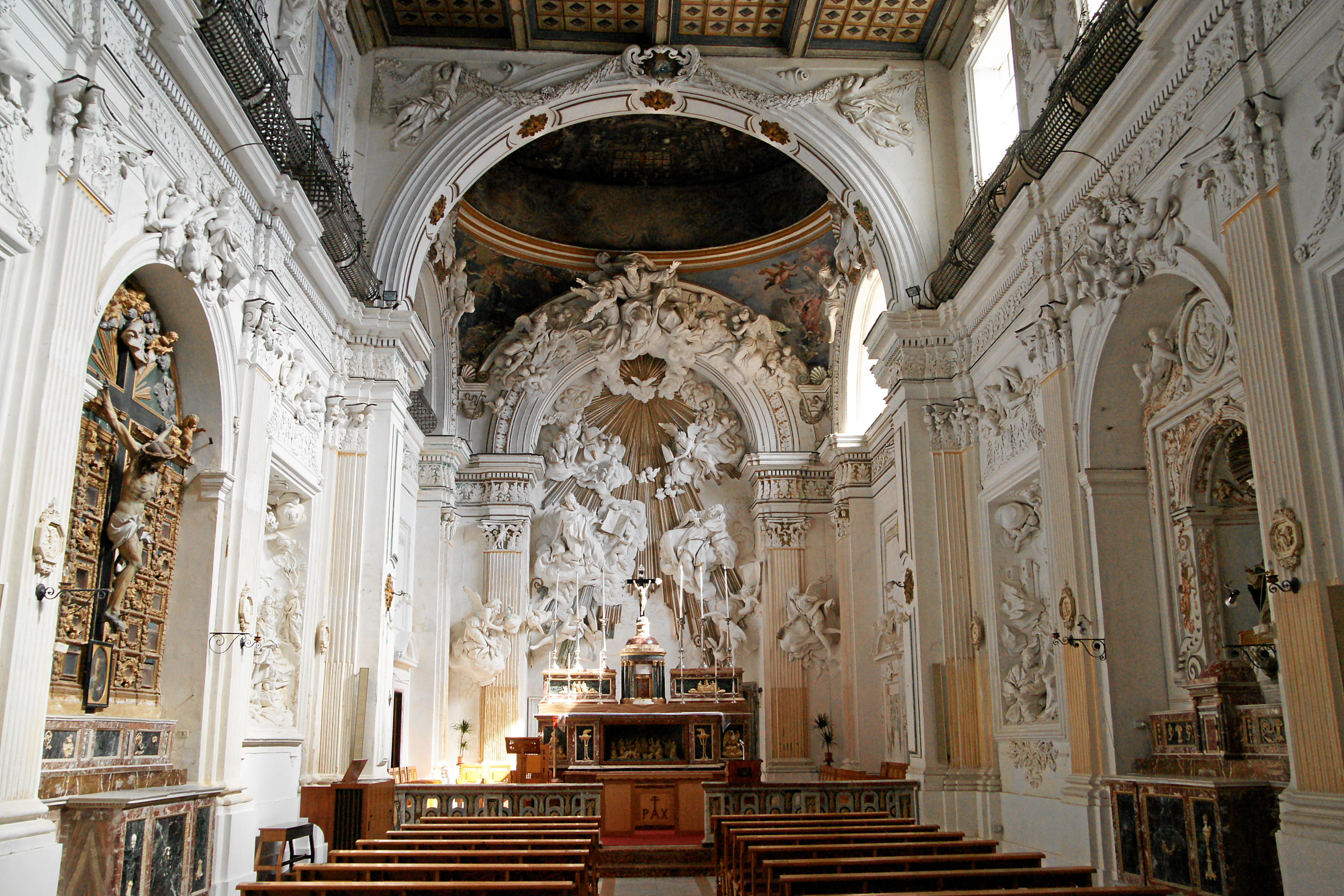
Chiesa di Santo Spirito, Agrigento

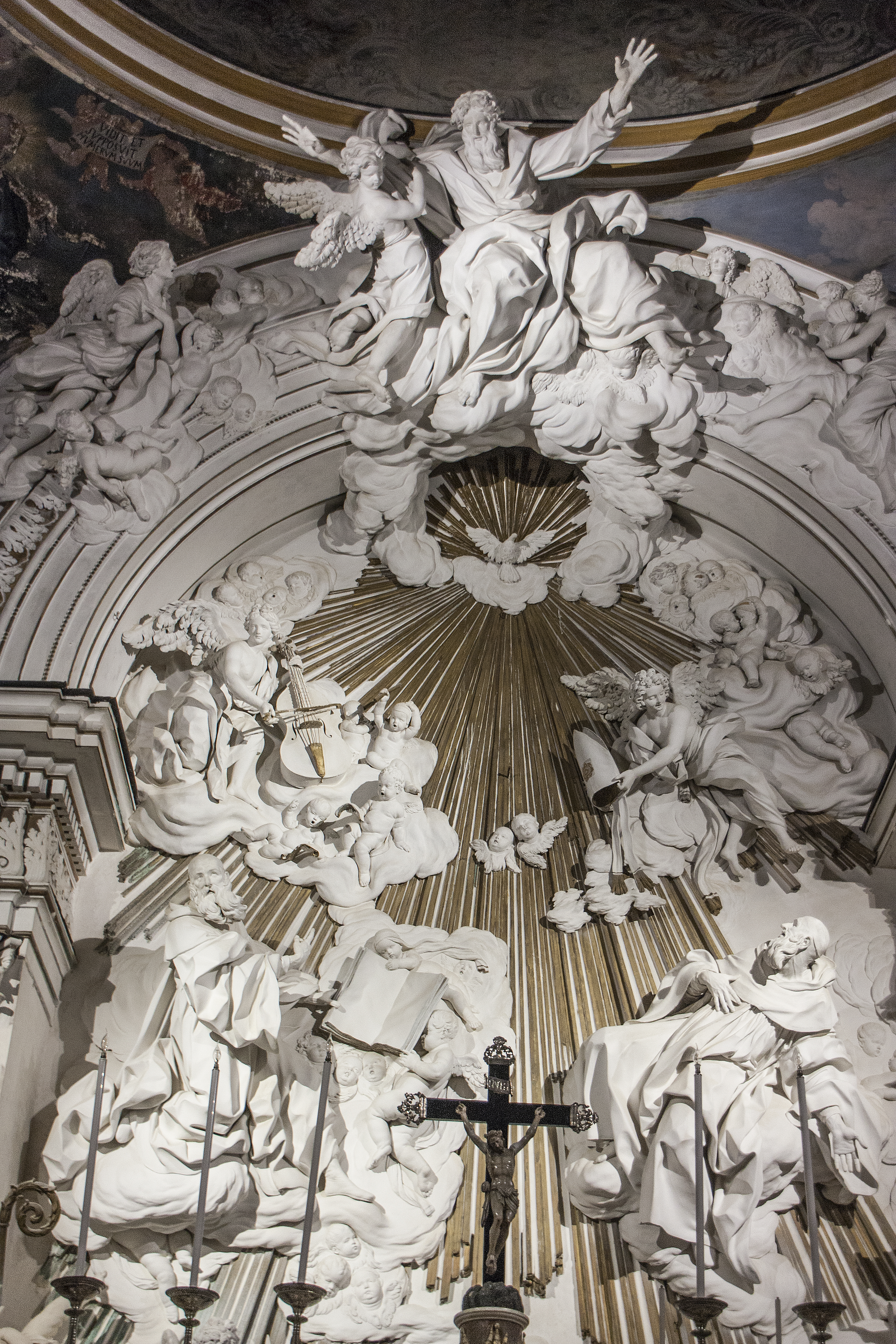
Chiesa di Santo Spirito, Agrigento

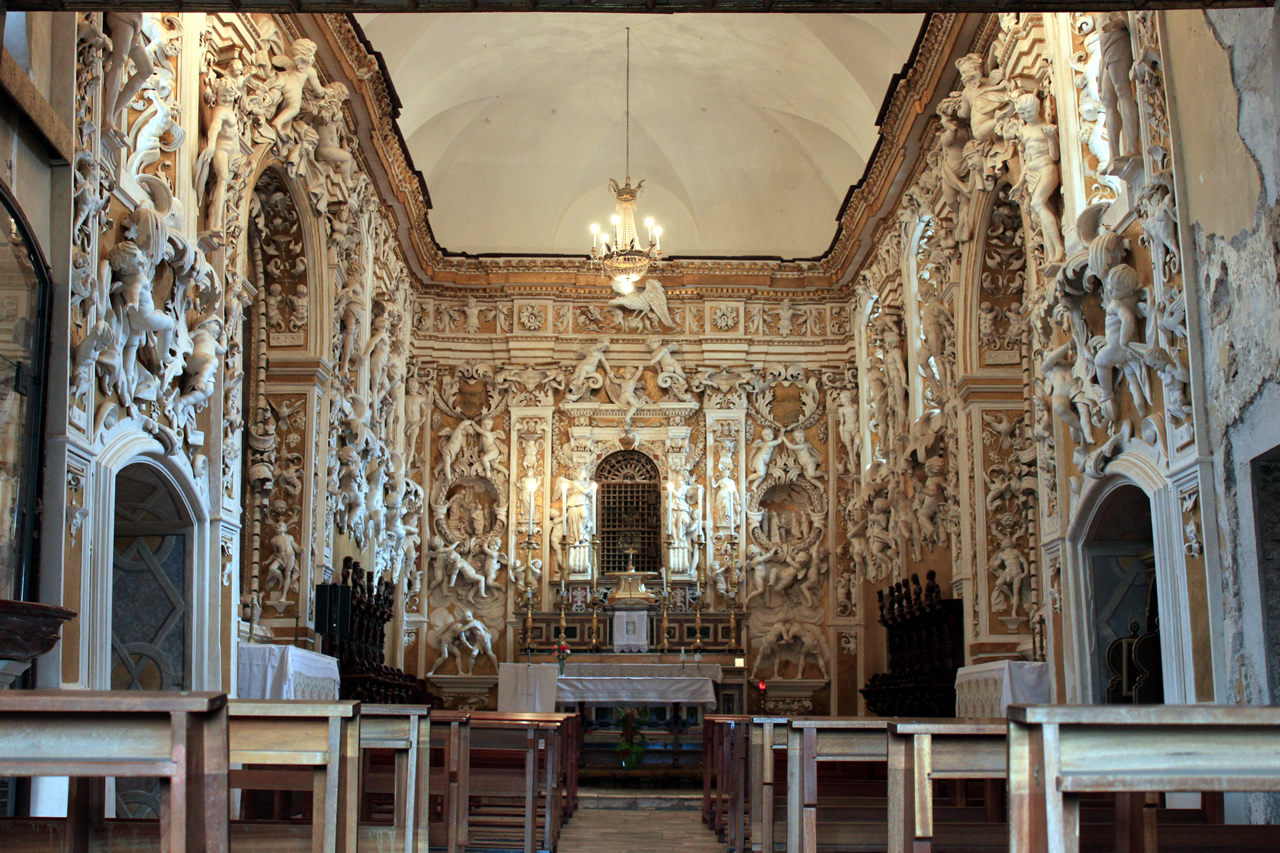
Cappella Palatina, Castelbuono

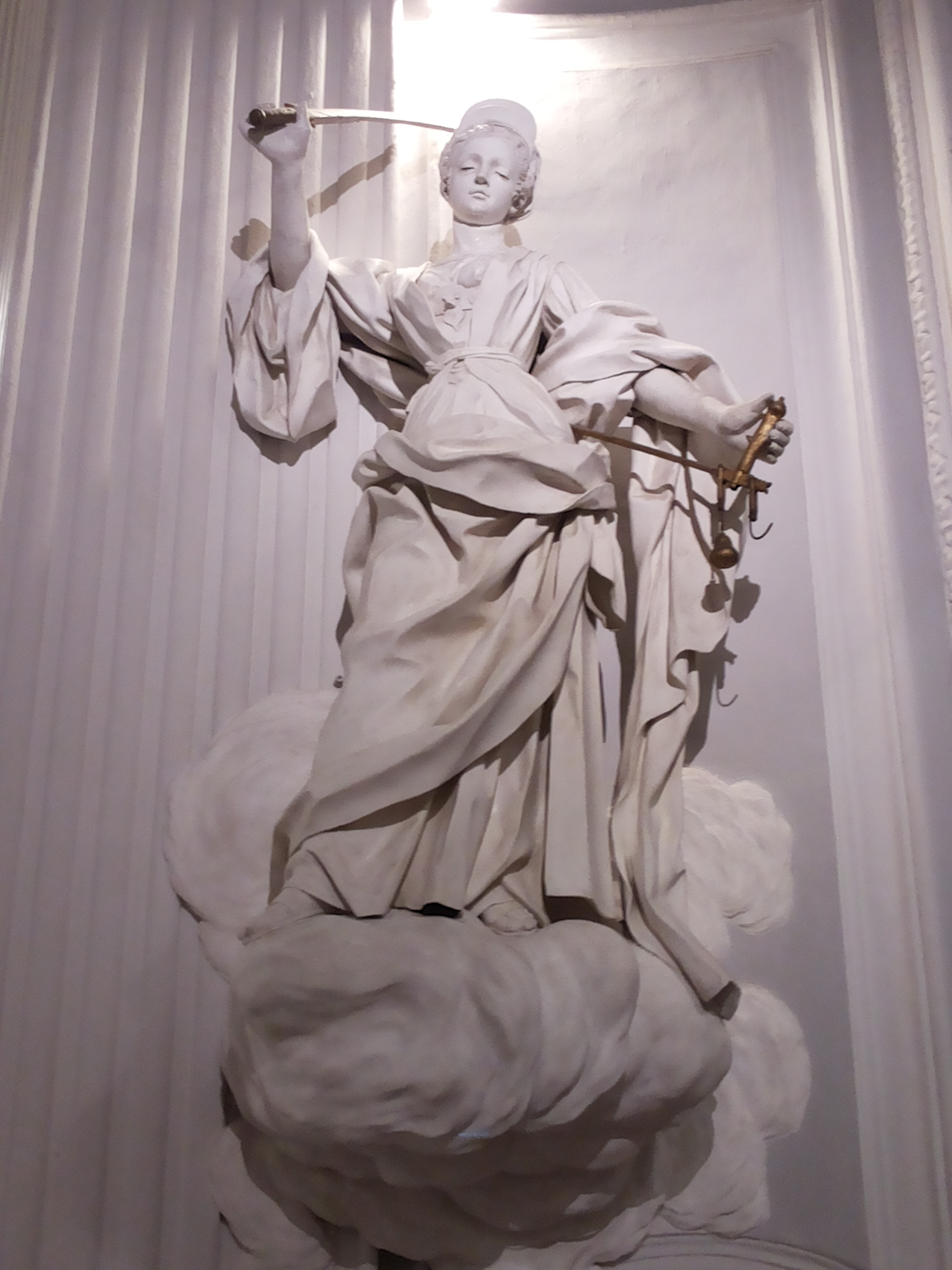
Chiesa dei Santi Cosma e Damiano, Alcamo

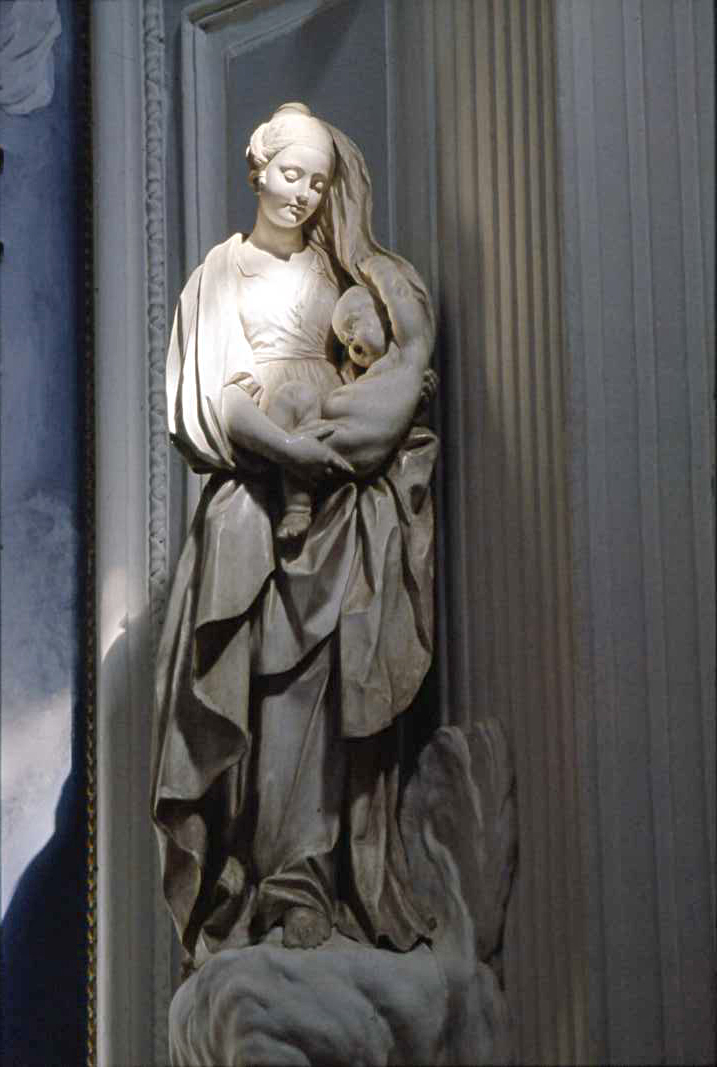
Chiesa dei Santi Cosma e Damiano, Alcamo

### Palermo e provincia

#### Palermo
- Chiesa del Gesù di Casa Professa:
  - 1678, Ciclo, apparato decorativo in stucco realizzato con la collaborazione del fratello Giuseppe nel sottarco d'ingresso alla Cappella di San Francesco Borgia;
  - 1704, Decorazioni plastiche, sculture in marmo Cappella dei Santissimi Martiri in collaborazione col figlio Procopio Serpotta.[4]
- 1678 - 1679, Ciclo, apparato decorativo comprendente fregi e manufatti in stucco alle finestre, attività svolta anche con la collaborazione del fratello Giuseppe nell'arco di un triennio, opere presenti nell'Oratorio di San Mercurio adiacente alla chiesa di San Giovanni degli Eremiti.
- 1679 - 1685, Ciclo, apparato decorativo in stucco, opere documentate nell'Oratorio della Compagnia della Carità in San Bartolomeo degli Incurabili.
- 1681, Ciclo, apparato decorativo in stucco del cappellone realizzato con la collaborazione del fratello Giuseppe su progetto dell'architetto Paolo Amato - in seguito rimaneggiato - opere documentate nella chiesa di San Giorgio dei Genovesi.
- Chiesa di Santa Maria degli Angeli detta La Gancia:
  - 1681, Cappella della Madonna di Guadalupe, ove sono documentate le statue raffiguranti gli Apostoli San Pietro e San Paolo, e altri due simulacri furono restaurati;
  - 1706, Cappella dello Sposalizio della Vergine, ove è realizzato l'apparato decorativo con fregi e manufatti in stucco in collaborazione con il figlio Procopio Serpotta, nel complesso si distinguono i putti abbigliati con il saio francescano;
  - 1710, Visione della Sibilla Cumana da parte dell'imperatore Augusto, gruppo statuario in stucco.
- Chiesa del Carmine Maggiore:
  - 1684, Cappella della Madonna del Carmine, braccio transetto sinistro, altare costituito da coppie di colonne tortili che riportano nella parte superiore ornamenti in stucco di fiori, fogliame e figure umane, nella parte inferiore delle scene bibliche della vita della Vergine Maria. In alto la statua di Dio Padre in mezzo a Papa Dionisio con la croce in mano e Papa Benedetto V con la tiara;
  - 1684, Cappella del Santissimo Crocifisso, braccio transetto destro, il manufatto è uguale nella struttura è uguale al precedente, nella parte inferiore reca delle scene bibliche della Passione di Gesù. In alto le statue di Papa Telesforo che tiene in mano un calice e Papa Zaccaria. Opere realizzate con la collaborazione del fratello Giuseppe.
- Oratorio del Rosario di Santa Cita:
  - 1686 - 1689, Ciclo, apparato decorativo in stucco raffigurante la Battaglia di Lepanto e Misteri del Rosario rappresentati dai teatrini Annunciazione, Visitazione, Natività, Presentazione al tempio, Gesù nell'orto del getsemani, Flagellazione, Coronazione di spine, Calvario, Risurrezione, Ascensione, Discesa dello Spirito Santo, Assunzione di Maria, Incoronazione di Maria, le statue di Giuditta ed Ester;
  - 1707, restauri;
  - 1718, realizzazione della decorazione del presbiterio e dell'arco trionfale.[5]
- 1687 - 1693, Ciclo, apparato decorativo della Compagnia di Santa Maria della Consolazione sotto il titolo della Pace con sede presso il convento dell'Ordine domenicano in Santa Cita.
- 1688 - 1691, Ciclo, apparato decorativo in stucco dell'Oratorio della Nobile, Primaria e Real Compagnia del Santissimo Sacramento o Oratorio dei Bianchi alla Kalsa.
- 1690, Immacolata Concezione, statua e nicchia in stucco, manufatti presenti nella scala del Collegio Massimo dei Gesuiti.
- 1691c., Monumento funebre, modello, sepoltura di Giovanni Ramondetta, opera in seguito realizzata in marmo da alcuni suoi amici marmorari su progetto dell'architetto Paolo Amato, manufatto custodito nella chiesa di San Domenico.
- 1692, Quadroni, quattro manufatti in stucco realizzati con la consulenza del canonico Alessandro Noto, opere documentate nella Cappella di Santo Stefano, Cappella della Santissima Annunziata e Cappella di Sant'Onofrio della chiesa di San Sebastiano alla Marina.
- 1692, Sottocoro, decorazioni e manufatti in stucco realizzati con la consulenza del canonico Alessandro Noto, opere presenti nella chiesa della Madonna di Monte Oliveto o «Badia Nuova».
- 1686, Ciclo, apparato decorativo in stucco della cappella dedicata al titolare dell'Oratorio di Sant'Onofrio.
- 1686, Statue e Tondi, fregi e manufatti in stucco raffiguranti la Mansuetudine e Compassione, la Natività e il Riposo durante la fuga in Egitto, realizzati in collaborazione col figlio Procopio Serpotta, opere presenti nell'Oratorio del Carminello.
- 1695, Ciclo, apparato decorativo della volta della Cappella Senatoria su progetto di Paolo Amato documentato nella basilica di San Francesco d'Assisi.
- 1695c., Misteri del Rosario, modelli in creta per i rilievi trasposti in marmo dallo scultore Gioacchino Vitagliano della cappella eponima nella chiesa di Santa Cita.
- 1696, Cappella delle Anime Purganti (oggi Cappella di San Gerolamo) e Cappella di Sant'Orsola, decorazioni e manufatti in stucco realizzati in collaborazione con Bartolomeo Sanseverino e Gaspare Firriolo, opere presenti nella chiesa di Sant'Orsola dei Negri.
- 1698, Controfacciata e Decorazioni, manufatti in stucco Altare di San Ferdinando e Altare di Santa Rosa coadiuvato da Vincenzo Messina, opere realizzate nella cappella dell'Oratorio dei Santi Pietro e Paolo dell'Ospedale dei Sacerdoti.
- 1689, Immacolata Concezione, statua e nicchia in stucco, manufatti presenti nella scala del Collegio Massimo dei Gesuiti.
- 1700, Ciclo, apparato decorativo in stucchi del presbiterio e dell'arco trionfale coadiuvato dallo stuccatore Baldassarre Infantolino, Procopio Serpotta, raffiguranti le statue allegoriche della Fede, Carità, Misericordia, Sapienza Divina, Fortezza, i medaglioni di San Pietro e San Paolo, i teatrini illustranti scene di vita di Santa Teresa d'Avila, la Gloria del Padre nel cappellone, il gruppo scultoreo della Vergine Maria, Santa Maria Maddalena, San Giovanni Apostolo ai piedi del Crocifisso, opere presenti nella chiesa dell'Assunta.
- 1702, San Pietro e San Paolo Apostoli, statue in stucco, opere documentate nel demolito Oratorio del Sacramento della cattedrale.
- 1700 - 1705, Ciclo, manufatti in stucco comprendenti teatrini e figure allegoriche raffiguranti San Lorenzo dona i propri beni ai poveri, San Lorenzo e il martirio di Papa Sisto II, Svestizione di San Lorenzo verso il martirio, Ultima preghiera, Tentazioni di San Lorenzo, La tentazione di Francesco, San Francesco veste un uomo ignudo, La preghiera del Santo al Sultano o Incontro a Damietta, San Francesco riceve le stimmate, San Lorenzo subisce il martirio sulla graticola, San Francesco riceve il cordiglio dell'Ordine, le statue allegoriche dell'Umiltà, Gloria, Accoglienza, Penitenza, Costanza, Misericordia, Carità, Elemosina, Verità, Fede, opere realizzate nell'Oratorio di San Lorenzo.[6][7]
- Chiesa delle Stimmate di San Francesco:
  - 1703 - 1704, Eterno Padre, Allegoria della Carità, Santa Rosalia, singoli manufatti in stucco con dorature realizzati, documentati e provenienti dalla Cappella dello Spirito Santo, opere oggi custodite nell'Oratorio dei Bianchi;
  - 1703 - 1704, Allegoria della Vittoria e Allegoria della Purezza, singoli manufatti in stucco con dorature realizzati, documentati e provenienti dalla Cappella della Madonna della Pietà, opere oggi custodite nell'Oratorio dei Bianchi.
- Chiesa di Santa Ninfa dei Crociferi:
  - 1707 ante, San Camillo de Lellis, statua in stucco, opera documentata nello scalone della Casa dei Crociferi;
  - 1707, Medaglione raffigurante la benefattrice principessa di Roccafiorita, opera documentata nello scalone della Casa dei Crociferi;
  - 1712, San Filippo Neri, rilievo in stucco, opera documentata;
  - 1720 - 1730, Cornice in stucco del dipinto Martirio di San Venanzio, opera presente nella Cappella di San Venanzio. Per tecnica e stile, causa incompletezza della documentazione pervenuta, si ipotizza la collaborazione del figlio Procopio o la completa attribuzione dell'opera;
  - 1720 - 1730, San Giovanni Battista, Santa Maria Maddalena e Maria Vergine (i Dolenti), statue in stucco, opere presenti nella Cappella del Santissimo Crocifisso.[8]
- 1708, Decorazioni, fregi e manufatti in stucco, in collaborazione con Giuseppe Serpotta e il figlio Procopio Serpotta, opere presenti nella chiesa di Santa Maria della Pietà.
- Chiesa di Sant'Agostino:
  - 1711, restauri e realizzazione della controfacciata;
  - 1711 - 1724, Virtù Cardinali, Santi e Decorazioni, manufatti in stucco raffiguranti Mansuetudine e Carità, Sapienza e Penitenza. Beata Rita da Cascia e Beata Caterina, Santa Limbania e Beato Simone da Cascia, Beato Giovanni Reatino e Beata Cristina, Beato Thomas da Kempis e Beata Clara, Sant'Agostino e Santa Monica;
  - 1724 - 1728, Cappelle della Madonna del Soccorso, Cappella di San Sebastiano, Cappella di Sant'Agostino, Cappella di San Giuseppe e Cappella di Santa Monica, realizzazione dell'apparato plastico.[9][10]
- Oratorio della Compagnia della Madonna di tutte le Grazie sotto il titolo del «Ponticello»:
  - 1713 - 1717, Ciclo, apparato decorativo in stucco;
  - 1823, Statue e decorazioni, manufatti in stucco raffiguranti le Sibille (Religione, Fede, Prudenza, Innocenza, Mansuetudine, Pietà), sette storie tratte dal Vecchio Testamento e scene ispirate alle sette principali festività dedicate alla Vergine Maria,[11] le opere recuperate dalle macerie del terremoto sei statue di Sibille furono trasferite nella chiesa del collegio Giusino e trasformate in figure allegoriche;
  - 1823, Putti, insieme di tre gruppi e due rilievi narrativi episodi biblici, manufatti in stucco oggi custoditi nella Galleria regionale della Sicilia di «Palazzo Abatellis».
- Oratorio del Rosario di San Domenico:
  - 1714, Ciclo, apparato decorativo in stucco raffigurante i Misteri del Rosario con scene dell'Apocalisse, Antico Testamento, Mansuetudine, Divina Provvidenza e Divina Grazia, Carità, Umiltà, Pace, Sapienza, Giustizia, Pazienza, Obbedienza;[12][13]
  - 1724, restauri.
- 1715, Ciclo, apparato decorativo in stucchi coadiuvato dallo stuccatore Antonino Romano, opere documentate nell'Oratorio della Congregazione del Nome di Gesù[14] del chiostro del convento dell'Ordine domenicano di Santa Cita.
- 1719, Decorazioni, apparato ornamentale e manufatti in stucco, opere realizzate nella chiesa di San Tommaso dei Greci.[15]
- 1720, Ciclo, apparato decorativo in stucco eseguiti nella cappella dell'Annunciazione della chiesa di San Giovanni Battista dei Napoletani.
- 1722, Ciclo, apparato decorativo della volta della Cappella di San Filippo Neri della chiesa di Sant'Ignazio all'Olivella.
- 1723, Virtù francescane, dieci statue in stucco raffiguranti: l'Umiltà, Fede, Mansuetudine, Modestia, Teologia, Carità, Verità, Fortezza, nell'andito che conduce alla sagrestia le statue della Castità e Vittoria. Opere presenti presso i pilastri della chiesa di San Francesco d'Assisi.
- 1728 - 1729, Ciclo, apparato decorativo in stucco costituito da statue e bassorilievi, fregi e decorazioni raffiguranti I benefici delle anime purganti e le allegorie Fede, Speranza, Carità e Giustizia, opere presenti nella chiesa di San Matteo al Cassaro.
- 1728, Ciclo, apparato decorativo del cappellone e dell'arco trionfale su disegno di Paolo Corso della primitiva chiesa della Madonna degli Agonizzanti.
- 1729, San Giuseppe, modello della statua in marmo destinata alla Cappella di San Filippo Neri custodita nella Chiesa di Sant'Ignazio all'Olivella.
- 1730, Ciclo, apparato decorativo in stucchi su progetto dell'architetto Andrea Palma, ultima sua fatica, documentato nell'Oratorio di San Francesco di Paola ai Candelai, distrutto da un bombardamento nel '43.
- 1713 - 1717, Il ritorno di Giuditta, altorilievo in stucco, opera appartenente a collezione privata.
- 1713 - 1717, Sansone scaccia i filistei, altorilievo in stucco, opera appartenente a collezione privata.
- 1728 - 1729, Allegoria della Fede, frammento, stucco monocromo, opera custodita nel Museo diocesano.
- 1728 - 1729, Allegoria della Clemenza, frammento, stucco monocromo, opera custodita nel Museo diocesano.
- XVIII secolo, Decorazioni, fregi e manufatti in stucco, opere presenti nella Compagnia del Santissimo Sacramento di San Nicolò alla Kalsa.[16]

Ciminna
1680, Ciclo, apparato decorativo in stucchi della cornine della tela di San Gregorio Magno? (opera incerta)

#### Bisacquino
- 1679, Ciclo, apparato decorativo in stucchi del cappellone, attività svolta con la collaborazione del fratello Giuseppe su progetto dell'architetto Andrea Cirrincione, opere documentate nel duomo di San Giovanni Battista.

#### Caccamo
- XVIII secolo, Decorazioni, fregi e manufatti in stucco, in collaborazione col figlio Procopio Serpotta, opere presenti nella Chiesa di San Benedetto alla Badìa.

#### Castelbuono
- XVIII secolo, Cappella Palatina, statue in stucco, fregi e decorazioni raffiguranti la Presentazione di Maria al Tempio, lo Sposalizio di Giuseppe con Maria, l'allegoria del Paganesimo e del Cristianesimo, i mezzibusti dei Signori Ventimiglia e i personaggi dell'Antico Testamento, attribuzioni d'opere presenti nella Cappella di Sant'Anna, ove è custodita la reliquia (il teschio) della Madre della Vergine Maria, Castello dei Ventimiglia oggi sede del Museo civico.

#### Monreale
- 1677, Ciclo, apparato decorativo costituito da fregi e manufatti in stucco, prima opera giovanile documentata, attività svolta con la collaborazione di Procopio Geraci - futuro cognato - nella chiesa della Madonna dell'Itria.
- 1723, Statue raffiguranti il Padre Eterno, San Pietro, San Paolo apostoli, i Quattro Evangelisti, capitelli e i due angeli soprastanti il timpano del cappellone sopra l'altare maggiore. Decorazioni e manufatti in stucco alle pareti e finestre. Opere presenti nel santuario del Santissimo Crocifisso alla Collegiata.

#### Petralia Soprana
- XVIII secolo, Colonne, manufatti in stucco, in collaborazione col fratello Giuseppe Serpotta, opere presenti nel duomo dei Santi Pietro e Paolo.
- XVIII secolo, Statue, sculture in stucco, in collaborazione col fratello Giuseppe Serpotta, opere presenti nel prospetto della chiesa di Santa Maria di Loreto.

## Opere sparse

### Agrigento e provincia
- 1709 - 1711, Decorazioni, fregi e manufatti in stucco, Natività, Adorazione dei Magi, Presentazione al Tempio, Fuga in Egitto, Gloria, Padre Eterno, Spirito Santo, San Bernardo e San Benedetto. Dal 1711 i lavori continuarono per mano del fratello Giuseppe. Opere presenti nella chiesa delle Vergini di Santo Spirito del monastero dell'Ordine cistercense (Bataranni) di Agrigento.[17]
- 1709 - 1711, Virtù, ciclo di statue in stucco allegorie dell'Amore, Semplicità, Carità, Prudenza, Giustizia, Religione, Fortezza, Mansuetudine, opere presenti nella chiesa del Purgatorio di Agrigento.

### Messina e provincia
- 1681 - 1684, Carlo II, statua equestre fusa in bronzo, opera collocata nella piazza del duomo.

La statua fu distrutta nel 1848, ne rimane il bozzetto in bronzo custodito presso il Museo Pepoli di Trapani.

### Trapani e provincia
- 1722, Giustizia e Carità, statue allegoriche in stucco, opere presenti nella chiesa dei Santi Cosma e Damiano di Alcamo.[18]
- 1724, Virtù e Santi, statue in stucco raffiguranti Pace, Mansuetudine, Fortezza, Purezza, Addolorata, Maddalena, San Pietro e San Paolo. Opere presenti nella chiesa del monastero di San Francesco di Paola o Badia Nuova di Alcamo.[19]

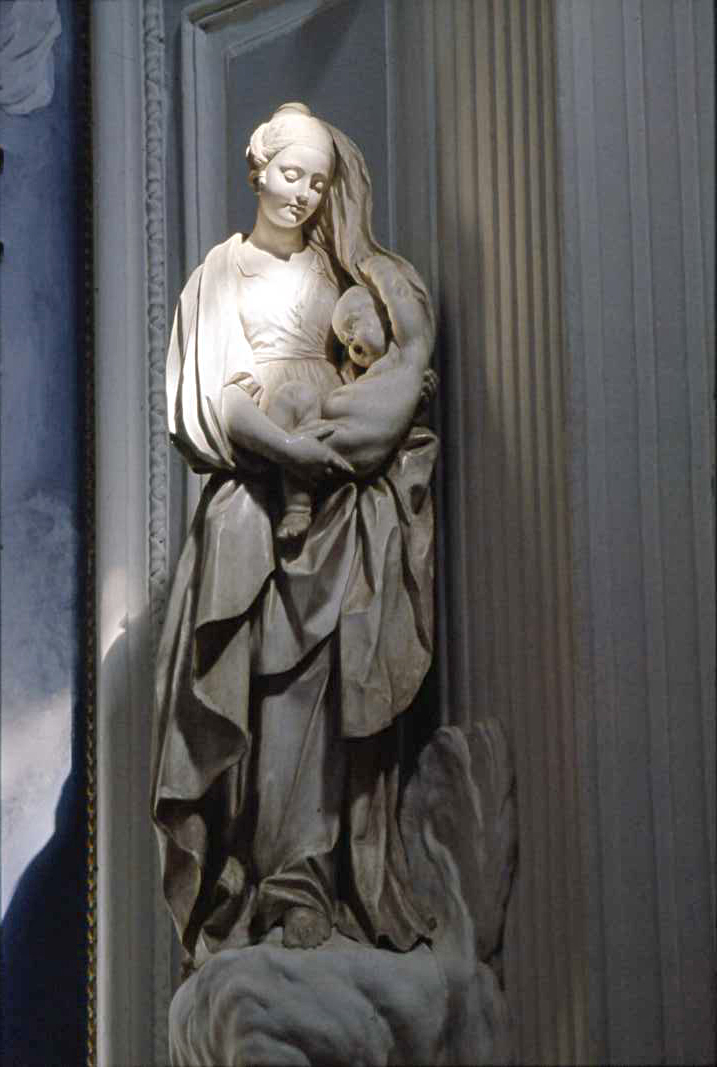
La Carità, stucco del 1722 (Chiesa dei Santi Cosma e Damiano,
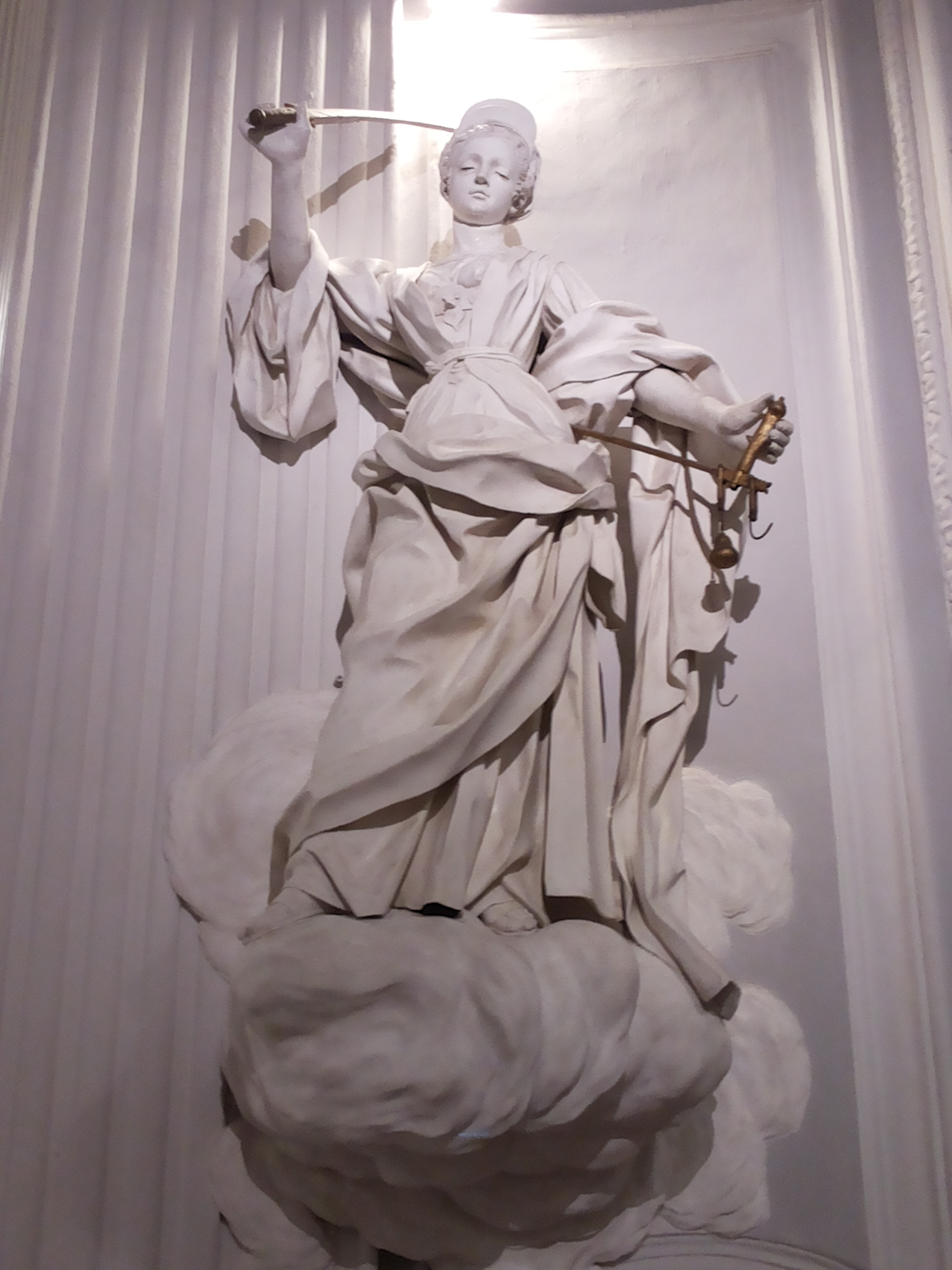
La Giustizia, stucco del 1722 (Chiesa dei Santi Cosma e Damiano, Alcamo)
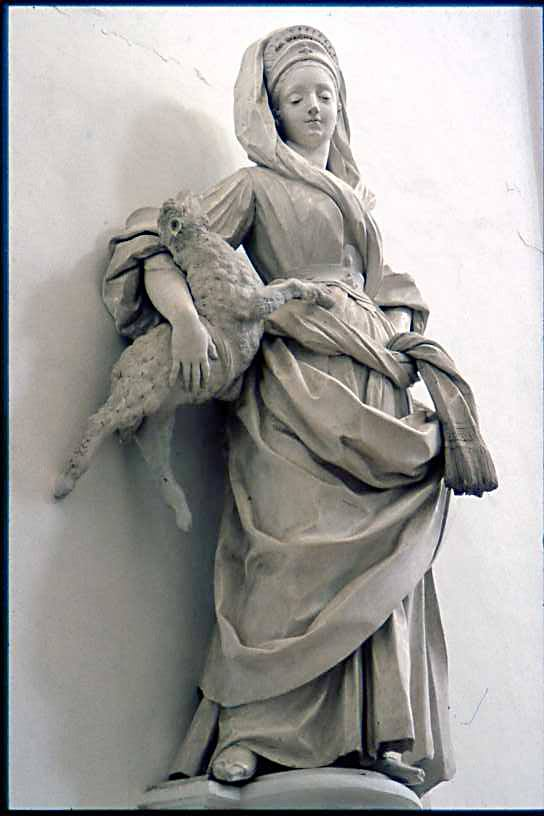
La Mansuetudine, stucco del 1724 (Monastero di San Francesco di Paola, Alcamo) o Badia Nuova
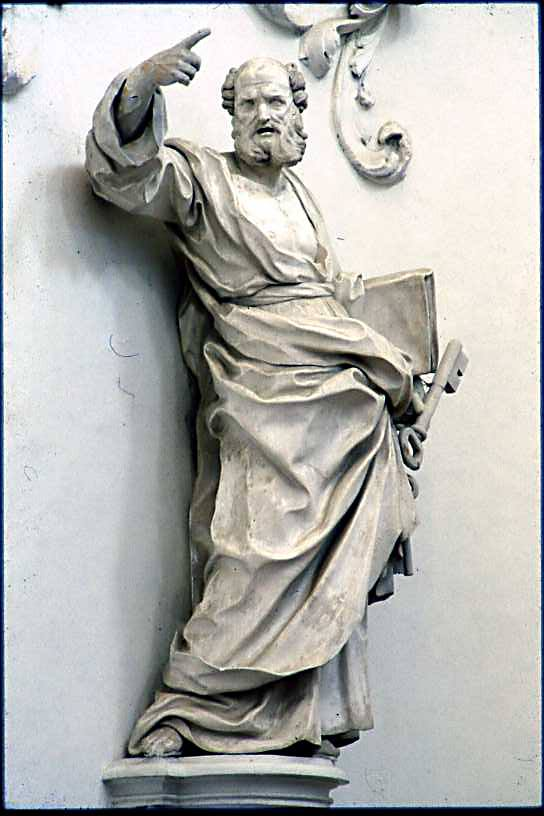
San Pietro, stucco del 1724 (Monastero di San Francesco di Paola, Alcamo) o Badia Nuova

### Modelli e disegni
- 1679c., Bozzetto per il monumento equestre di Carlo II di Spagna, bronzo, opera custodita nel Museo regionale «Agostino Pepoli» di Trapani.
- 1699, Carità, Bozzetto in terracotta, opera custodita nella Galleria regionale della Sicilia di «Palazzo Abatellis» di Palermo.
- 1711 - 1718, Disegno dell'oculo della controfacciata della chiesa di Sant'Agostino, matita nera, penna e inchiostro bruni, acquarello grigio su carta bianca ingiallita, opera custodita nella Galleria regionale della Sicilia di «Palazzo Abatellis» di Palermo.
- 1729, Disegno raffigurante il portale interno della chiesa di San Matteo al Cassaro, attribuzione con la collaborazione di Francesco Ferrigno, matita nera, inchiostro bruno e acquarello grigio su carta bianca ingiallita, opera custodita nella Galleria regionale della Sicilia di «Palazzo Abatellis» di Palermo.
- XVIII secolo, Immacolata Concezione, modello per statua marmorea realizzata da Giacomo Vitagliano. Opera documentata nell'ingresso di Palazzo Pretorio di Palermo.[20]
- XVIII secolo, Decorazioni e statuaria, progettazione e disegno di manufatti in stucco per opere realizzate dagli scultori Gioacchino Vitagliano, Giacomo Pennino e Lorenzo Marabitti raffiguranti San Giuseppe e Gesù bambino, Santa Elisabetta, Sant'Anna e San Gioacchino, San Ludovico e Sant'Antonio di Padova. Opere inserite nel prospetto della chiesa di Sant'Anna la Misericordia di Palermo.[21]
- XVII secolo fine, Mensola, bozzetto con raffigurazioni di Satiri, terracotta, opera custodita nella Galleria regionale della Sicilia di «Palazzo Abatellis» di Palermo.
- XVII secolo fine, Disegno di cornice, penna e inchiostro bruni su carta bianca ingiallita, opera custodita nella Galleria regionale della Sicilia di «Palazzo Abatellis» di Palermo.
- XVIII secolo inizio, Disegno raffigurante un arco di cappella, matita nera, penna e inchiostro bruni, acquarello grigio su carta bianca ingiallita, opera custodita nella Galleria regionale della Sicilia di «Palazzo Abatellis» di Palermo.
- XVIII secolo, Stucchi, apparati decorativi, opere documentate nei luoghi di culto di Castelvetrano.

## Bottega dei Serpotta

### Gaspare Serpotta
Padre, (1634 - 1670).
Sono documentati interventi decorativi nella chiesa di Sant'Agnese in Agone di Roma.
- XVII secolo, Statue, manufatti, decorazioni e stucchi, opere presenti nella Cappella di San Giuseppe della chiesa di San Domenico di Palermo.
- XVII secolo, Statue, manufatti in legno di San Giuseppe e del Bambino, attribuzione, stucchi delle navate di Bartolomeo Sanseverino, opere presenti nella chiesa della Santissima Annunziata di Caccamo.
- 1664, Statue, manufatti raffiguranti la Madonna Addolorata e Santa Maria Maddalena, opere presenti nella Cappella del Santissimo Crocifisso della cattedrale metropolitana primaziale della Santa Vergine Maria Assunta di Palermo.[22]
- 1667, Arco absidale,[23] l'apparato decorativo in stucco contempla le statue in stucco raffigurati i Santi Cosma e Damiano, San Simone e San Giuda, opere realizzate nel duomo di Maria Santissima Assunta di Castelvetrano.

### Giuseppe Serpotta
Fratello maggiore (1653 - 1719)

### Giovanni Maria Serpotta
Figlio di Procopio Serpotta.
- 1750 - 1751, Statue, manufatti e decorazioni in stucco in collaborazione con Procopio Serpotta e il contributo di Gaspare Firriolo e Domenico Guastella, raffiguranti Nobiltà e Astrologia, Obbedienza e Sapienza, opere presenti nella chiesa dei Tre Re di Palermo.
- 1755, Statue, fregi e manufatti in stucco, attribuzione, opere presenti nell'Oratorio di Santo Stefano protomartire di Palermo.
- 1755 - 1756, Cappellone, fregi e manufatti in stucco in collaborazione con Domenico Guastella, opere presenti nella chiesa di Santa Maria della Pietà di Palermo.
- 1755 - 1757, Santi domenicani, sette statue in stucco, fregi e decorazioni raffiguranti San Domenico, Papa Innocenzo V, Papa Pio V, San Tommaso D'Aquino, San Pietro, Papa Benedetto XI, Papa Benedetto XIII, opere presenti sul prospetto della chiesa di San Domenico di Palermo.
- 1758, Madonna di Monte Oliveto, decorazioni e manufatti in stucco, opere presenti nella chiesa della Madonna di Monte Oliveto o «Badia Nuova» di Palermo.

### Pietro Antonio Anversa
Stuccatore. 
- 1704 - 1705, Collabora alla realizzazione delle decorazioni plastiche della Cappella dei Santissimi Martiri e Cappella della Madonna di Trapani, poi della Cappella della Sacra Famiglia di Casa Professa.

### Domenico Castelli
Collabora alla realizzazione delle decorazioni dell'Oratorio dei Santi Pietro e Paolo e dell'Oratorio di Santa Caterina d'Alessandria all'Olivella.
- 1709 - 1712, Decorazioni, fregi e manufatti in stucco delle navate realizzati con la collaborazione di Procopio Serpotta, medaglioni con raffigurazioni plastiche della Passione di Cristo, nella controfacciata il quadrone raffigurante l'Ultima Cena, opere presenti nella chiesa di Sant'Agata al Monte di Pietà di Monreale.

### Procopio De Ferrari
Collabora alla realizzazione delle decorazioni documentate nella chiesa della Madonna dell'Itria di Monreale nel 1677.

### Bartolomeo Sanseverino
Figlio di Nicolò Sanseverino, valente allievo di Giacomo Serpotta, attivo come pittore, scultore plastico e stuccatore, dalla metà degli anni '30 agli anni '70 del XVIII secolo.

### Giovanni Firriolo
- 1793 - 1795, Decorazioni, manufatti in stucco realizzati in collaborazione con Salvatore Peres e Domenico Sanseverino, opere presenti nella chiesa di Sant'Antonio di Padova di Palermo.

### Gaspare Firriolo
Genero di Procopio Serpotta e fratello minore di Giuseppe Firriolo.
- 1685 - 1696, Cappella delle Anime Purganti e Cappella di Sant'Orsola, decorazioni e manufatti in stucco realizzati in collaborazione con Giacomo Serpotta e Bartolomeo Sanseverino, opere presenti nella chiesa di Sant'Orsola dei Negri di Palermo.
- 1750 - 1751, Statue, manufatti e decorazioni in stucco in collaborazione con Procopio Serpotta, Giovanni Maria Serpotta e il contributo di Domenico Guastella, raffiguranti Nobiltà e Astrologia, Obbedienza e Sapienza, opere presenti nella chiesa dei Tre Re di Palermo.
- 1762, Statue, manufatti e decorazioni in stucco, opere poste nelle nicchie del cortile di Palazzo Sant'Elia di Palermo.
- 1763, Decorazioni, raffigurazioni dei Simboli Eucaristici e dell'Arca dell'Alleanza, con la collaborazione di Vittorio Perez, scene e ornamenti in stucco della volta a botte della chiesa di San Stanislao Kostka di Palermo.
- 1781, Sant'Ambrogio, San Gregorio Magno, Sant'Agostino d'Ippona, San Girolamo,[24] statue in stucco raffiguranti i Dottori della Chiesa e apparato decorativo della chiesa di Santa Maria degli Agonizzanti di Palermo.
- XVIII secolo, Martirio di Santa Ninfa, altorilievo in stucco, opera presente nella facciata della chiesa di Santa Ninfa dei Crociferi di Palermo.
- XVIII secolo, Scene Bibliche, bassorilievi in legno dorato, opere presenti sull'altare maggiore della chiesa di San Matteo al Cassaro di Palermo.
- XVIII secolo, David e Isaia, statue in stucco, opere presenti sull'altare della Cappella del Bambin Gesù della chiesa di Santa Maria degli Angeli detta la «Gancia» di Palermo.
- XVIII secolo, Ciclo, apparato decorativo dell'arco trionfale e delle pareti attigue con festoni che intrecciano Palme del martirio, lance, altre armi ed ulteriori emblemi di San Mercurio, opere presenti nell'Oratorio di San Mercurio.

### Tommaso Firriolo
Genero di Giacomo Serpotta, figlio di Angelo e nipote di Gaspare Firriolo.
- XVIII secolo, Decorazioni, fregi e manufatti in stucco presenti nella navata, opere presenti nella chiesa di San Vincenzo Ferreri di Carini.

### Procopio Geraci
Primo marito della sorella Rosalia Serpotta.
- 1677, Ciclo, apparato decorativo costituito da fregi e manufatti in stucco, attività svolta con la collaborazione di Giacomo Serpotta - futuro cognato - alla prima opera giovanile di quest'ultimo documentata nella chiesa della Madonna dell'Itria.

### Giuseppe Teresi
Secondo marito della sorella Rosalia Serpotta.

### Domenico Guastella
- 1750 - 1751, Statue, manufatti e decorazioni in stucco in collaborazione con Procopio Serpotta, Giovanni Maria Serpotta e il contributo di Gaspare Firriolo, raffiguranti Nobiltà e Astrologia, Obbedienza e Sapienza, opere presenti nella chiesa dei Tre Re di Palermo.
- 1755 - 1756, Cappellone, fregi e manufatti in stucco in collaborazione con Giovanni Maria Serpotta, opere presenti nella chiesa di Santa Maria della Pietà di Palermo.

### Vincenzo Perez
- 1725 - 1726, Statue e Decorazioni, manufatti in stucco realizzati con la collaborazione di Procopio Serpotta raffiguranti San Girolamo, Sant'Agostino, San Gregorio Magno, Sant'Ambrogio, San Cirillo di Alessandria, San Sofronio di Gerusalemme, San Giovanni Crisostomo e Sant'Anastasio, Isaia, Ezechiele, Geremia, Baruc e Simboli Mariani, opere presenti nell'Oratorio dell'Immacolatella di Palermo.

### Vittorio Perez
- 1763, Decorazioni, raffigurazioni dei Simboli Eucaristici e dell'Arca dell'Alleanza, con la collaborazione di Gaspare Firriolo, scene e ornamenti in stucco della volta a botte della chiesa di San Stanislao Kostka di Palermo.

### Giuseppe Gianforma
Giuseppe Gianforma, palermitano, stabilitosi a Ispica intorno al 1740 ed attivo tra il 1740 ed il 1770 in tutta l'area iblea da Modica a Scicli, da Chiaramonte Gulfi a Noto. Capostipite della bottega omonima, padre e maestro di Gioacchino e Giovanni.

### Vincenzo Messina
Vincenzo Messina.

## Filmografia
- Gianfranco Mingozzi, Il putto (corto metraggio), 1963, 9'